# Теллурит (минерал)
Теллу́рит, теллуровая охра — оксидный минерал, состоящий из диоксида теллура (TeO2, 80 % Те ). Встречается весьма редко; в виде призматических или игольчатых прозрачных орторомбических кристаллов от жёлтого до белого цвета; в виде шариков с лучисто-жилковатым сложением. Цвет желтовато- и серовато-белый, также известны белые и бесцветные находки. Минерал растворяется в концентрированных сильных кислотах и щелочах.
Встречается в зоне окисления месторождений полезных ископаемых (в Залатне, в Седмиградии, в Колорадо) в сочетании с самородным теллуром, эммонситом и другими минералами теллура.

## Свойства
Твердость 2
Удельный вес 5,88-5,92
Форма выделения — тонкие планки
Сингония ромбическая